# Гречихин, Валерий Дмитриевич
Валерий Дмитриевич Гречихин (6 сентября 1937— 13 мая 2008) — российский шахматист, гроссмейстер (1998).
Родился 1937 году в Куйбышеве. В детстве ходил в шахматную секцию Куйбышевского Дворца пионеров к тренеру Фёдору Сергеевичу Беркову.
После окончания Куйбышевского инженерно-строительного института в 1959 году Валерий Дмитриевич работал в НИИ «Приволжгипросельхозстрой» начальником строительного отдела.
В первенстве ДСО «Локомотив» он выполнил норму мастера спорта, а затем – международного гроссмейстера.
Гречихин был чемпионом города в 1963, 1972, 1974, 1985 годах, а чемпионом области в 1969, 1972 годах.
В составе сборной ICSC участник 35-й шахматной Олимпиады (2002) в Бледе.
Потерял слух в результате осложнений после гриппа и неудачного лечения. Был третьим в мире глухим гроссмейстером в соревнованиях среди слышащих (после Б. М. Верлинского и Й. Грюнфельда).

## Спортивные достижения
личный зачёт
| Год  | Город  | Турнир                | + | = | – | Результат | Место |
| ---- | ------ | --------------------- | - | - | - | --------- | ----- |
| 2000 | Самара | 53-й чемпионат России | 0 | 5 | 6 | 2½ из 11  | 62    |
| 2002 | Блед   | 35-я Олимпиада        | 0 | 6 | 3 | 3 из 9    |       |

| График не отображается по техническим причинам. Чтобы исправить это, воспроизведите график в новом формате, если это возможно. |